# 나이트레이지
나이트레이지(Nightrage)는 멜로딕 데스 메탈 밴드이다.